# Howard Davis (bokser)
Howard Edward Davis, Jr. (ur. 14 lutego 1956 w Glen Cove, zm. 30 grudnia 2015 w Plantation) – amerykański bokser, mistrz olimpijski i amatorski mistrz świata.

## Kariera w boksie amatorskim
Zdobył złoty medal w wadze piórkowej (do 57 kg) na mistrzostwach świata seniorów w 1974 w Hawanie, wygrywając pięć walk, w tym finałową z ówczesnym mistrzem olimpijskim Borisem Kuzniecowem ze Związku Radzieckiego.
Na igrzyskach olimpijskich w 1976 w Montrealu zdobył złoty medal w wadze lekkiej (do 60 kg), również po wygraniu pięciu pojedynków, w tym półfinałowego z Ace Rusevskim z Jugosławii i finałowego z Simionem Cuțovem z Rumunii. Został uhonorowany Pucharem Vala Barkera dla najlepszego technicznie i stylowo pięściarza igrzysk.
Był mistrzem Stanów Zjednoczonych (AAU) w wadze piórkowej w 1973 i w wadze lekkiej w 1976 (w finale pokonał Thomasa Hearnsa).

## Kariera w boksie zawodowym
Przeszedł na zawodowstwo w 1976. Pierwszą walkę stoczył w styczniu 1977. Po wygraniu 13 kolejnych pojedynków zmierzył się 7 czerwca 1980 w Glasgow o tytuł mistrza świata wagi lekkiej federacji WBC z Jimem Wattem, ale jednogłośnie przegrał na punkty. Zwyciężył w następnych 13 walkach i ponownie spróbował zdobył pas mistrza świata WBC w wadze lekkiej, ale 23 czerwca 1984 w San Juan Edwin Rosario pokonał go niejednogłośnie na punkty. Po raz trzeci walczył o mistrzostwo świata, tym razem organizacji IBF w wadze junior półśredniej, 31 lipca 1988 w Nowym Jorku, ale Buddy McGirt znokautował go w 1. rundzie. Po tej walce Davis wycofał się z zawodowego boksu, ale powrócił w 1994. Wygrał 5 walk, a w kolejnej, 13 kwietnia 1996 w Bostonie, która była o tytuł mało znaczącej organizacji WBU w wadze średniej, Dana Rosenblatt znokautował go w 2. rundzie. Po tej walce Davis ostatecznie zakończył karierę.
Zmarł w wieku 59 lat na rak płuca.